# Jimmie Åkesson
Per Jimmie Åkesson, född 17 maj 1979 i Ivetofta församling i Skåne, är en svensk politiker. Han är partiledare för Sverigedemokraterna sedan 7 maj 2005 och riksdagsledamot sedan 2010, invald för Jönköpings läns valkrets. Av de nuvarande partiledarna i riksdagen är han den som har varit partiledare längst tid.

## Biografi

### Uppväxt
Åkesson är son till företagaren Stefan Åkesson (född 1954) och vårdaren Britt-Marie Persson (född 1956). Han föddes och tillbringade sina första år i Ivetofta församling i Skånedelen av Valje, en tätort som sträcker sig över både läns- och kommungränser, och växte upp i Sölvesborg i sydvästra Blekinge.
Åkesson gick från 1995 till 1998 på treårigt samhällsvetenskapsprogram vid Furulundsskolan i Sölvesborg. Han började 1999 studera vid Lunds universitet. Under första läsåret studerade han filosofi och forskningspolitik. Han studerade därefter statsvetenskap, juridik, ekonomisk historia, nationalekonomi och samhällsgeografi, men har inte avlagt examen.

### Familj
Åkesson var mellan 2011 och 2020 sammanboende med Louise Erixon och de har en son, född 2013. Hon är också verksam som sverigedemokratisk politiker samt dotter till Margareta Gunsdotter, tidigare riksdagsledamot för Sverigedemokraterna. År 2023 förlovade han sig med Matilda Kärnerup och den 28 september 2024 gifte sig paret i Sölvesborg.

### Intressen och fritid
På fritiden spelar han i bandet Bedårande barn, som han var med och grundade 2015. Bedårande barn har bland annat uppträtt tillsammans med Ultima Thule. Utöver sitt musikintresse ägnar han sig bland annat åt golf och stödjer fotbollslaget Mjällby AIF.

## Politisk karriär

### Tidig politisk karriär
Åkessons politiska engagemang i Sverigedemokraterna började medan Anders Klarström ännu var partiledare. Denne hade en bakgrund i Nordiska rikspartiet. Åkesson beslöt sig på nyårsnatten 1994 att bli partipolitiskt aktiv i Sverigedemokraternas ungdomsförbund. Åkesson förnekar i sin självbiografi att han skulle ha gått med i Sverigedemokraterna medan Klarström var ledare. Istället hävdar Åkesson att han hade gått med senare på grund av SD:s politik i EU-frågan.
I en skrift av Åkesson i SDU-Syds medlemsblad 1997 skrev Åkesson följande om beslutet att gå med i Sverigedemokraterna: "Första kontakten med SD hade vi någon gång i december samma år [1994], och under ett möte på nyårsafton beslöt vi oss för att börja arbeta partipolitiskt, och att en lokal SDU-avdelning så småningom skulle bildas." Enligt SD:s pressekreterare Christian Krappedal blev Jimmie Åkesson medlem våren/försommaren 1995.
Åkesson valdes 1997 till suppleant i partistyrelsen, vilket inledde hans engagemang på riksnivå. Sedan dess har han haft flera uppdrag, bland annat inom partiets PR-enhet och som ordförande för programkommissionen.
Under studentåren lärde han känna Mattias Karlsson, Björn Söder och Richard Jomshof, bland annat via den av de två sistnämnda nystartade Nationaldemokratiska studentföreningen i Lund. De kom att kallas de fyras gäng och hade tidigt målsättningen att leda Sverigedemokraterna. Efter riksdagsvalet 1998 var han med om att återbilda Sverigedemokratisk Ungdom, där han först blev vice ordförande och mellan 2000 och 2005 var förbundsordförande. Sedan 1998 är han ledamot i fullmäktige i Sölvesborgs kommun.

## Partiledare (2005–)
Efter inre stridigheter inom Sverigedemokraterna föreslogs Åkesson 2005 av valberedningen till ny partiledare. Vid riksårsmötet den 7 maj 2005 vann Åkesson över den tidigare partiledaren Mikael Jansson med röstsiffrorna 91–50, och blev därmed utsedd till partiledare. Åkesson är från och med sommaren 2005 heltidsarvoderad som partiledare.

### Inför riksdagsvalet 2010
Den 19 oktober 2009 publicerade Aftonbladet ett islamkritiskt inlägg av Åkesson på sin debattsida. Debattartikeln hävdade att olika företeelser förknippade med islam var det "största utländska hotet mot Sverige sedan andra världskriget". Aftonbladets redaktion hade rubriksatt artikeln med Muslimerna är vårt största utländska hot. Debattartikeln blev mycket uppmärksammad, och Åkesson mötte näringsminister och vice statsminister Maud Olofsson i en direktsänd debatt på SVT med anledning av debattartikeln. Centrum mot rasism JK-anmälde artikeln för hets mot folkgrupp. JK ansåg emellertid inte att innehållet i artikeln utgjorde hets mot folkgrupp och beslöt därför att inte inleda förundersökning. Opinionsinstituten United Minds och Synovate konstaterade att debatten om Sverigedemokraterna ökade deras väljarstöd i deras respektive opinionsmätningar under oktober månad samma år.
I februari 2010 presenterade tidskriften DSM en undersökning som visade att Åkesson under 2009 var Sveriges nionde viktigaste opinionsbildare, enligt cirka 150 av Sveriges ledarskribenter, debattredaktörer, krönikörer och samhällsdebattörer.

### Riksdagsledamot (2010–2014)

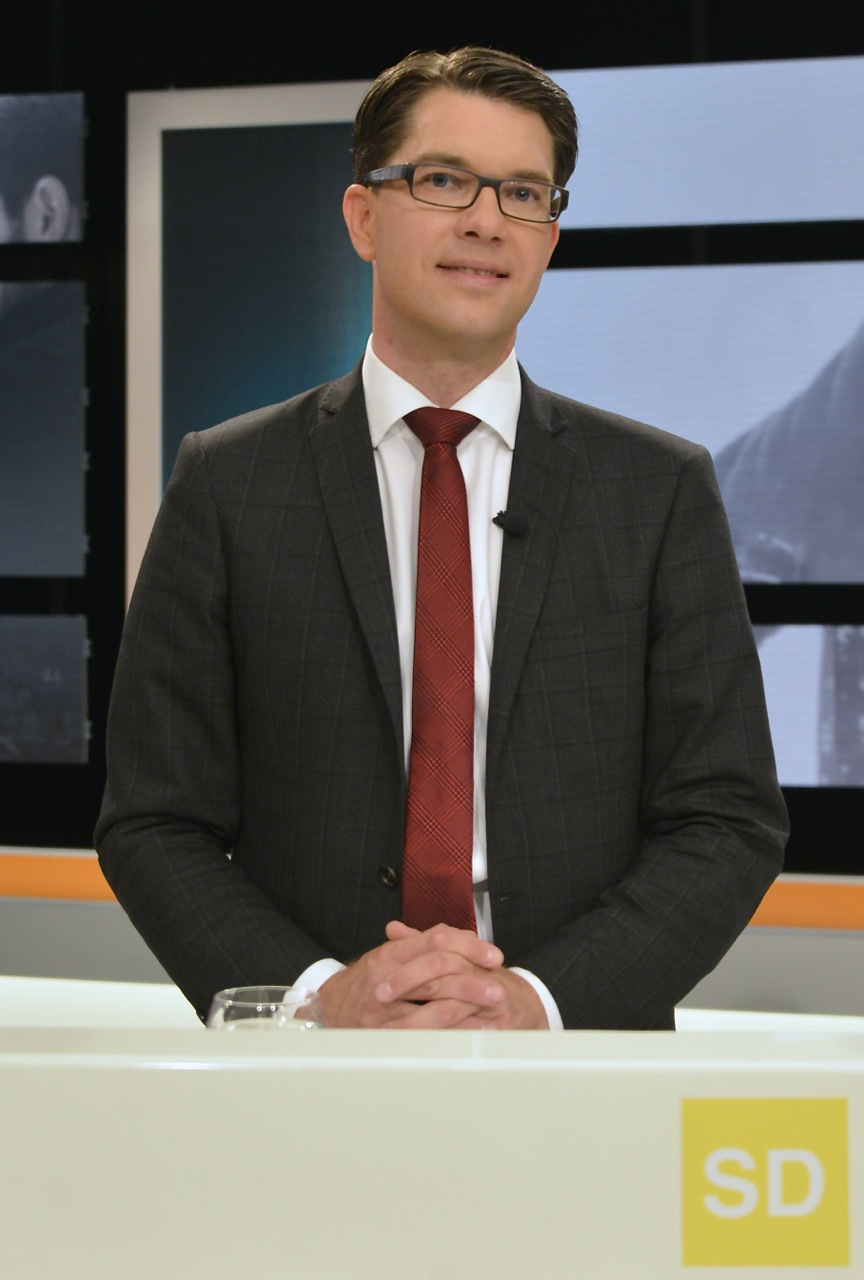
Åkesson inför slutdebatten i SVT den 12 september 2014.

I riksdagsvalet 2010 kandiderade Åkesson på plats nummer 1 på Sverigedemokraternas riksdagslista. Partiet valdes för första gången in i riksdagen och Åkesson valdes in som riksdagsledamot från Jönköpings läns valkrets på plats 327. Som nybliven riksdagsledamot blev Åkesson ledamot i krigsdelegationen.
Tidskriften Fokus rankade Åkesson som Sveriges femte mäktigaste person 2013.

### Riksdagsledamot (2014–2018)
År 2014 blev Åkesson utsedd till den viktigaste opinionsbildaren i Sverige av tidskriften DSM, med motivering att han har förändrat det politiska landskapet.
Kort före valet 2014 rapporterade Ekot att Åkesson ägnat sig åt omfattande spel och detta år satsat en halv miljon kronor på nätkasinon. Åkesson uppgav till journalisten att dennes frågor blev en väckarklocka.
Åkesson blev 17 oktober 2014 sjukskriven på obestämd tid på grund av utbrändhet, varpå Mattias Karlsson blev tillfällig partiledare. Den 23 mars 2015 annonserade Åkesson en återkomst till svensk politik. I en intervju med Fredrik Skavlan sa han att han inledningsvis inte skulle komma att arbeta heltid och inte heller ta på sig så stor utåtriktad roll, men att han hade för avsikt att gradvis komma tillbaka i svensk politik.

### Riksdagsledamot (2018–2022)
I riksdagsvalet 2018 fick Sverigedemokraterna 17,5 procent och förblev därmed riksdagens tredje största parti. Efter valet kom Sverigedemokraterna, under Åkessons ledning, att stödja att en regering bestående av Moderaterna och Kristdemokraterna skulle bildas med Ulf Kristersson som statsminister. Förslaget föll dock i riksdagen eftersom Centerpartiet och Liberalerna inte ville stödja en regering som skulle vara beroende av Sverigedemokraternas stöd. Detta innebar att Alliansen hade splittrats. Sverigedemokraternas isolering i riksdagen bröts därefter genom att Moderaterna, Kristdemokraterna och så småningom även Liberalerna öppnade för samarbete med partiet. Den första symboliska manifestationen av detta var ett lunchmöte mellan Åkesson och Kristdemokraternas partiledare Ebba Busch i juli 2019.

### Riksdagsledamot (2022–)
Efter riksdagsvalet 2022, där Sverigedemokraterna erhöll 20,5 procent av rösterna och blev näst största riksdagsparti, inledde partiet under Åkessons ledning förhandlingar med Moderaterna, Kristdemokraterna och Liberalerna, efter att Moderaternas partiledare Ulf Kristersson erhållit talmannens uppdrag att sondera förutsättningarna för att bilda regering. Förhandlingarna resulterade i ett samarbetsavtal mellan partierna, kallat Tidöavtalet, som utgjorde grunden för att Sverigedemokraterna valde att stödja regeringen Kristersson, bestående av Moderaterna, Kristdemokraterna och Liberalerna.
I augusti 2023 meddelade Nobelstiftelsen att Åkesson hade blivit inbjuden till Nobelbanketten samma år, efter att ha varit utan inbjudan tidigare.

## Utmärkelser
- Konung Carl XVI Gustafs jubileumsminnestecken IV, 15 september 2023.[53]

## Bilder

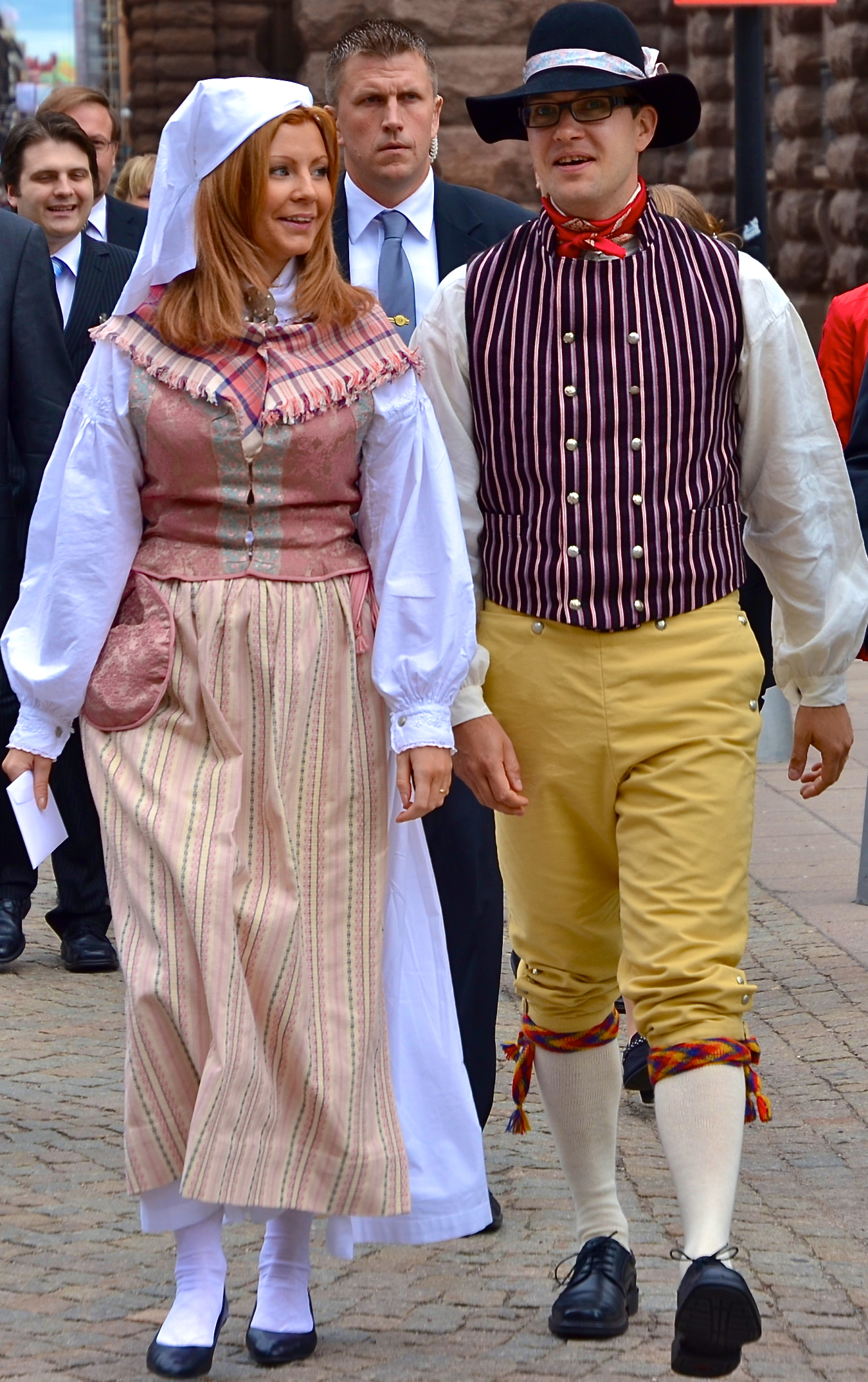
Åkesson och dåvarande fästmön Louise Erixon i folkdräkter på väg till Riksmötets öppnande 2011.
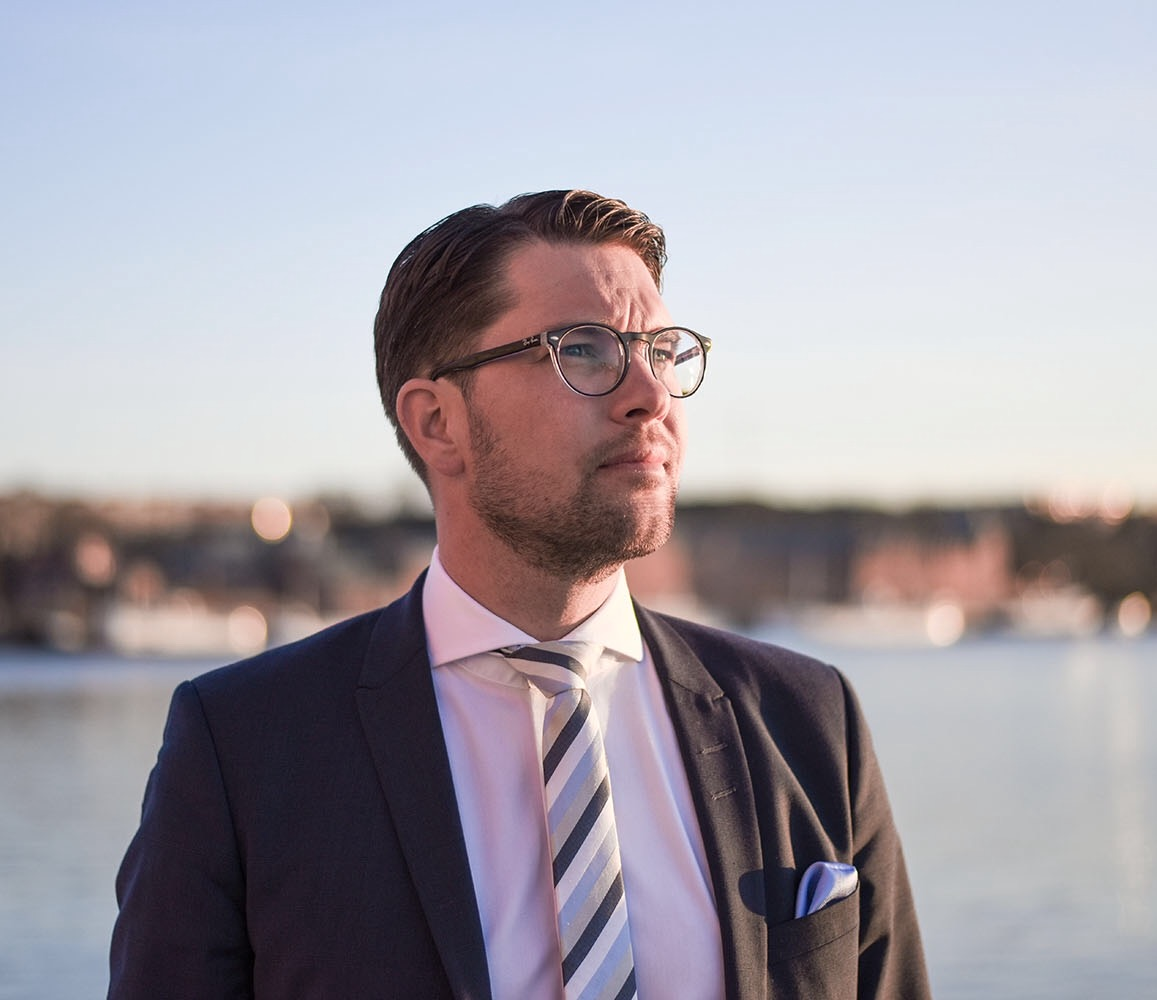
Åkesson i april 2016.
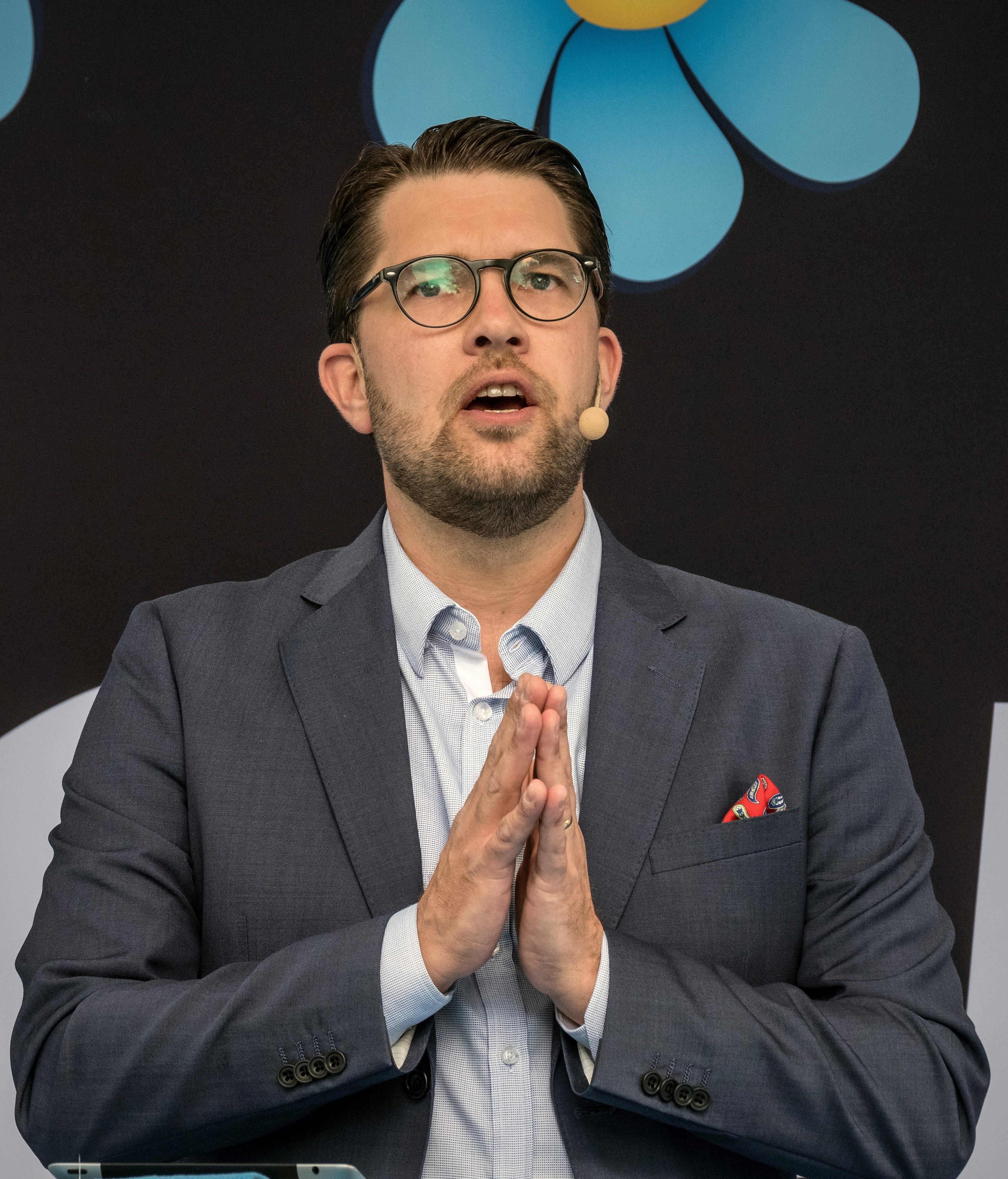
Åkesson under sitt tal i Almedalsveckan 2017.
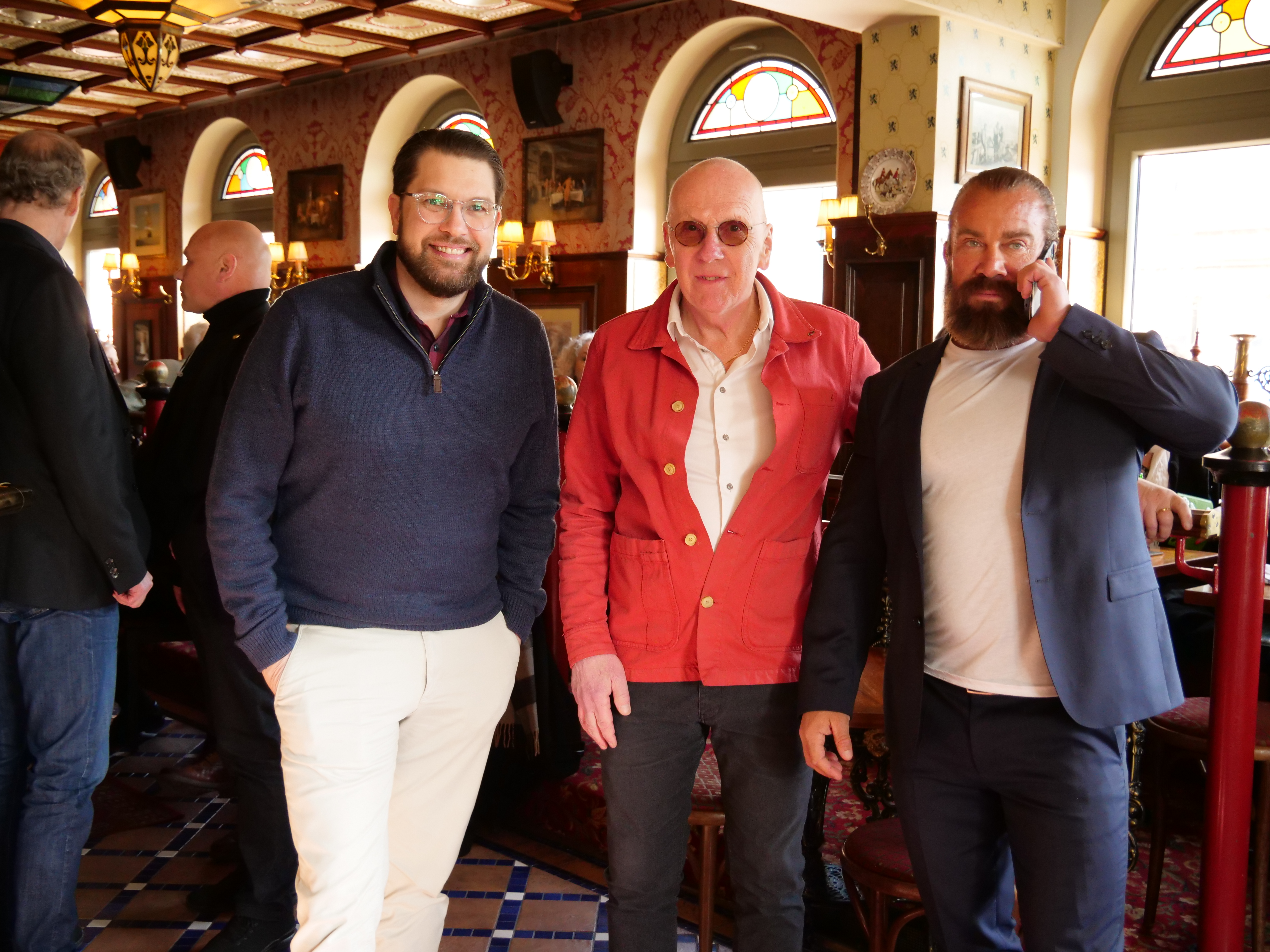
Åkesson tillsammans med Widar Andersson och Jan Emanuel Johansson i april 2022.
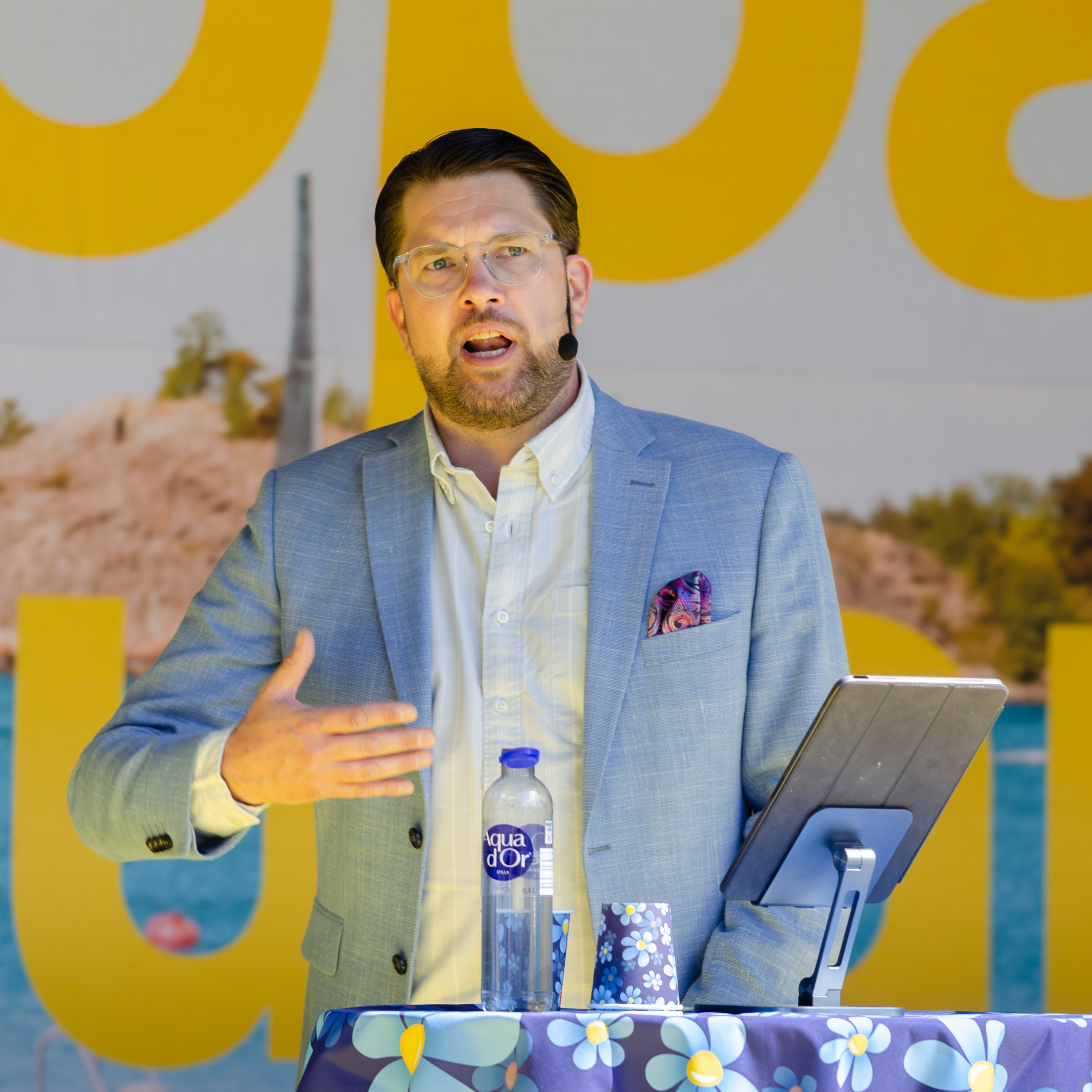
Jimmie Åkessons håller sitt vårtal på Långholmen i Stockholm 2024.
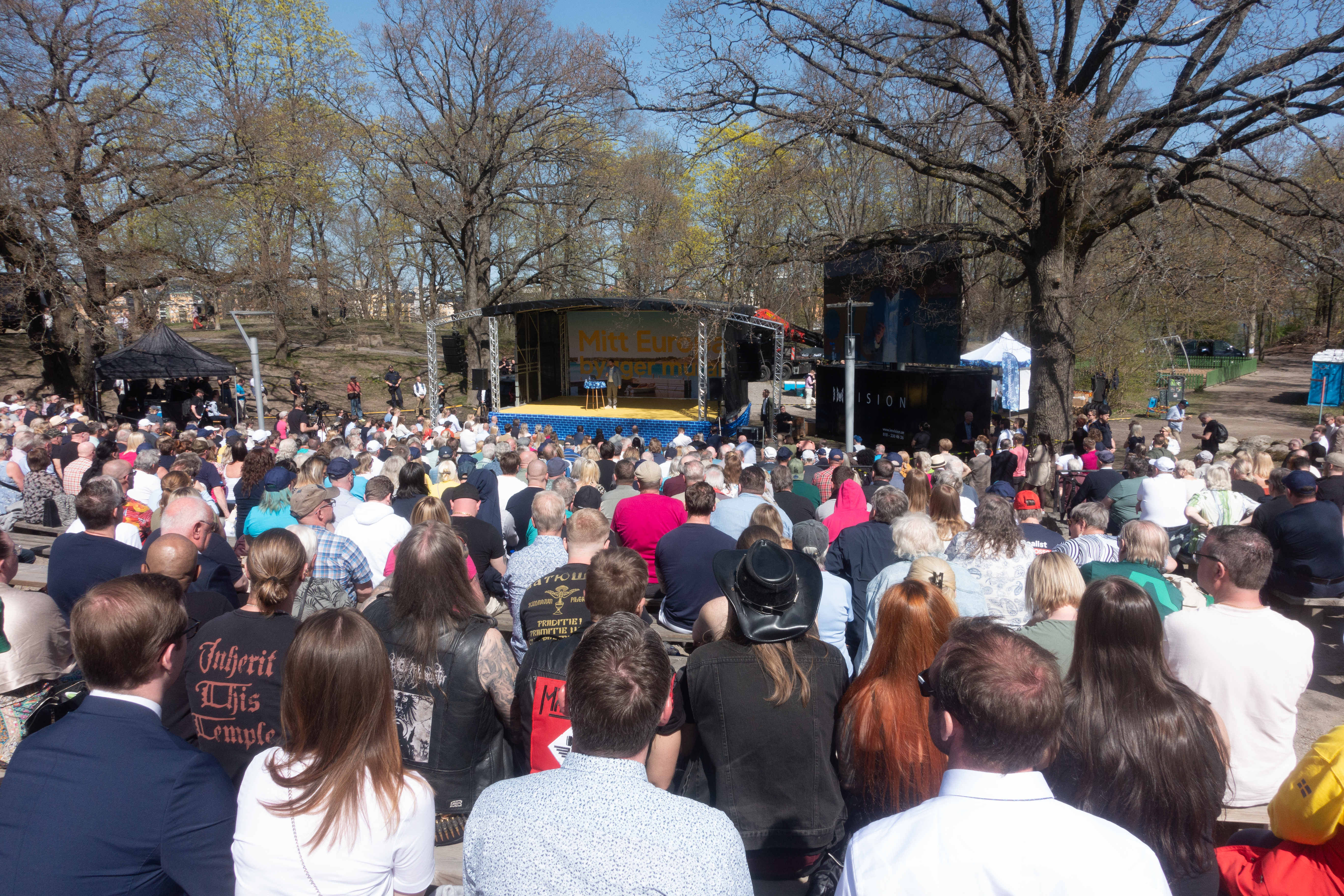
Stor publik i ett sommarvarmt Stockholm under vårtalet 2024.